# Барбу (птах)

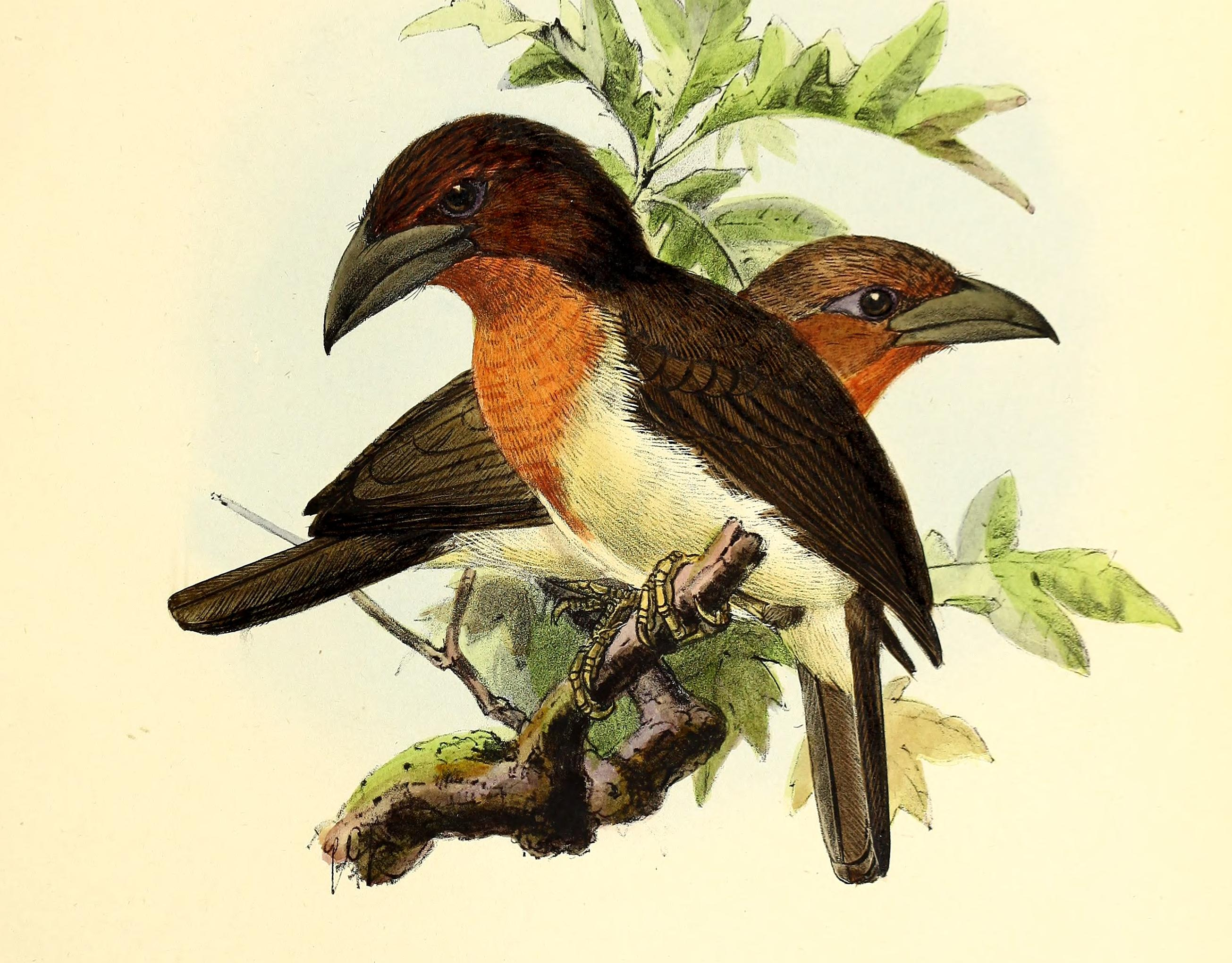
Барбу

Барбу (Caloramphus fuliginosus) — вид дятлоподібних птахів родини бородастикових (Megalaimidae).

## Поширення
Ендемік Калімантану. Його природними середовищами існування є субтропічні або тропічні вологі низинні ліси та субтропічні або тропічні вологі гірські ліси.

## Спосіб життя
Живиться фруктами і комахами. Гніздиться у порожнинах дерев. Відкладає від 2 до 4 яєць, які інкубує протягом 13-15 днів.